# Tennyson, Indiana
Tennyson är en ort i Warrick County, Indiana, USA.'